# Давыдов, Тигран Ефимович
Тигра́н Ефи́мович Давы́дов (24 января 1934, Москва — 28 марта 1978, Москва) — советский актёр театра и кино.

## Биография
Тигран Давыдов родился 24 января 1934 года в Москве. Мать Тиграна, Давыдова Ксения Леонидовна, родилась в 1905 году. В 1955 году окончил Театральное училище им. Щепкина, тогда же впервые появился на экране. В 1955—1960 годах — артист Всесоюзного гастрольно-концертного объединения, в 1960 году перешёл на службу в Московский драматический театр на Малой Бронной, где и проработал до конца жизни.
28 марта 1978 года утонул. Похоронен на Ваганьковском кладбище, участок № 2.

## Фильмография
- 1955 — Счастливая юность (фильм-киноконцерт) — Вася Колокольчиков, учащийся школы фабрично-заводского обучения
- 1969 — Комендант Лаутербурга (фильм-спектакль) — эпизод
- 1971 — Следствие ведут ЗнаТоКи. Чёрный маклер — Преображенский, подсудимый (в титрах не указан)
- 1972 — Следствие ведут ЗнаТоКи. Несчастный случай — Мосин, сотрудник «конторы по озеленению», лжесвидетель
- 1973 — В номерах (фильм-спектакль) — Грызодубов
- 1973 — Всего несколько слов в честь господина де Мольера (фильм-спектакль) (эпизод, в титрах не указан)
- 1973 — Семнадцать мгновений весны — заключённый-уголовник (только в 1-й серии)
- 1973 — Человек со стороны (фильм-спектакль) — Константин Константинович Турочкин, инструктор Горкома партии
- 1974 — Георгий Седов (эпизод)
- 1975 — Ольга Сергеевна — Лёша (только в 5-7-й сериях)
- 1975 — Потрясающий Берендеев — Коля, шофёр
- 1975 — Шагреневая кожа (фильм-спектакль) (эпизод)
- 1977 — Школьный вальс — нетрезвый прохожий
- 1978 — Безбилетная пассажирка — отец Антона
- 1978 — Месяц длинных дней (фильм-спектакль) — Тихонов, наборщик